# میکرونووا

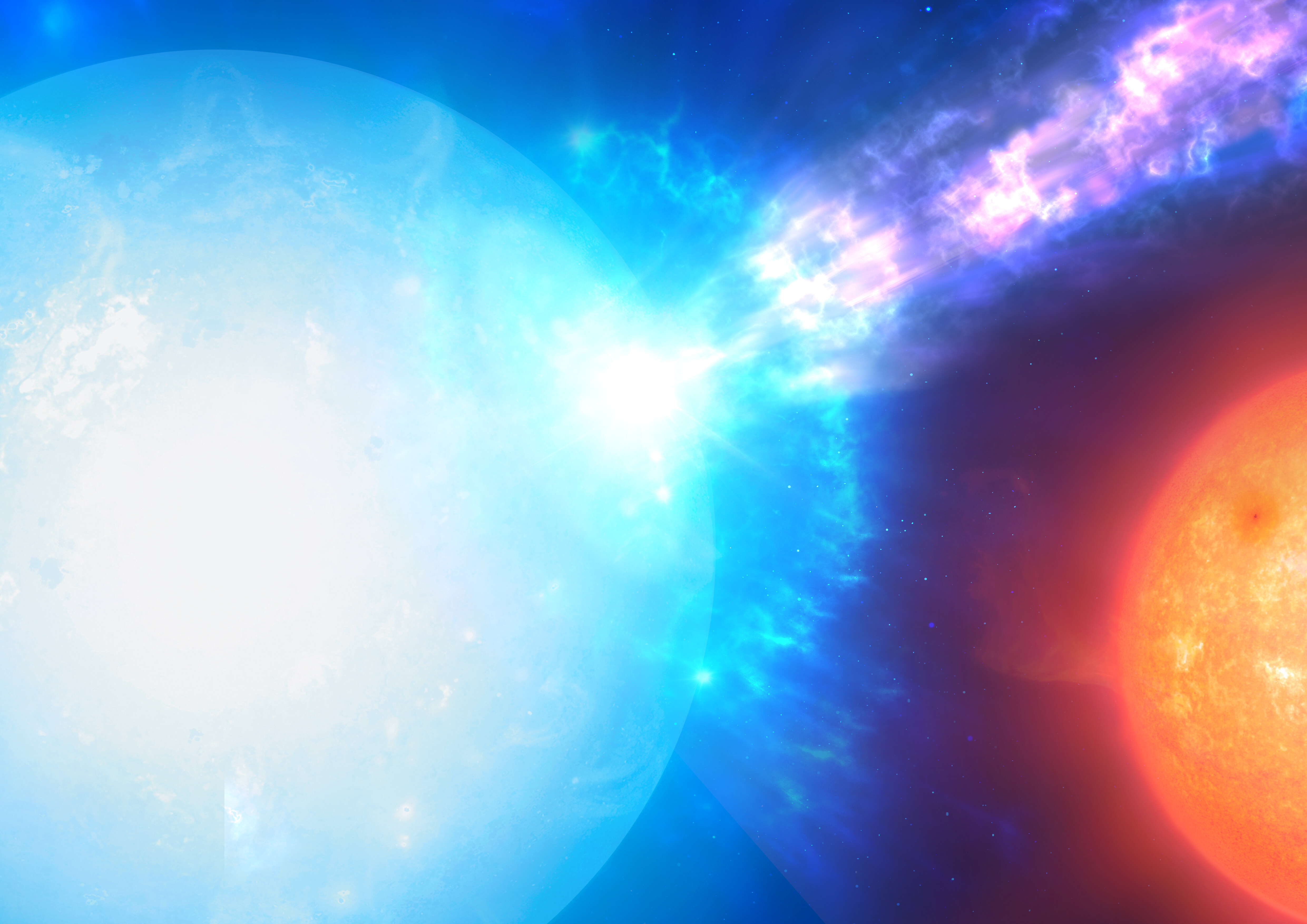
برداشت هنرمند از یک میکرونووا

میکرونووا یک انفجار ستاره ای با انرژی یک میلیونیم نواختر کلاسیک است. این پدیده به دلیل تجمع ماده از محیط ستاره، مانند ستاره همراه، ایجاد می‌شود.
در ۲۰ آوریل ۲۰۲۲، تیمی از رصدخانه جنوب اروپا اعلام کرد که با استفاده از داده‌های تلسکوپ فضایی ماهواره نقشه‌بردار فراخورشیدی گذران و تلسکوپ وی‌ال‌تی، سه میکرونووا را از کوتوله‌های سفید شناسایی کرده‌اند.

## خورشید
هنگامی که نیل آرمسترانگ در طول مأموریت آپولو ۱۱ تصاویر استریوسکوپی از سطح ماه گرفت، تکه‌های درخشانی را دید که شبیه شیشه بودند. توماس گلد، اخترفیزیکدان، این تصاویر را تجزیه و تحلیل کرد و پیشنهاد کرد که انجماد شیشه‌ای می‌تواند نتیجه یک «فورش بسیار کوچک شبیه نوا» از خورشید باشد. بردلی شفر، پروفسور نجوم و اخترفیزیک، موافق است که این یک استدلال قانع کننده برای چیزی است که ما اکنون آن را میکرونووای خورشیدی می‌نامیم. لکه‌های مشابهی نیز در طول مأموریت چانگ ای ۴ سازمان ملی فضایی چین در سال ۲۰۱۹ در سمت دور ماه مشاهده شد و در ابتدا تصور می‌شد که یک ژل است. تیم پیشنهاد کرد که شیشه نمی‌تواند در اثر برخوردی که دهانه را ایجاد کرده‌است، تشکیل شده باشد، زیرا جسم برای ایجاد دمای مورد نیاز بسیار کوچک بوده‌است.